# Diplura riveti
Espèce
Synonymes
- Harmonicon riveti Simon, 1903

Diplura riveti est une espèce d'araignées mygalomorphes de la famille des Dipluridae.

## Distribution
Cette espèce est endémique d'Équateur.

## Étymologie
Cette espèce est nommée en l'honneur de Paul Rivet.

## Publication originale
- Simon, 1903 : Études arachnologiques. 34e Mémoire. LVI. Descriptions de deux espèces nouvelles de la famille des Avicularides recueillis dans l'Ecuador par M. le Dr Rivet et faisant partie des collections du Muséum de Paris. Annales de la Société Entomologique de France, vol. 72, p. 314 (texte intégral).